# Prick Up - L'importanza di essere Joe
Prick Up - L'importanza di essere Joe (Prick Up Your Ears) è un film del 1987 diretto da Stephen Frears.
La pellicola è basata sulla breve vita del drammaturgo inglese Joe Orton.

## Trama
9 agosto 1967. In un monolocale nei sobborghi di Londra, la polizia trova il corpo col cranio fracassato di Joe Orton, celebre commediografo, e quello del suo amante Kenneth Halliwell.
Dieci anni più tardi John Lahr, uno studioso statunitense, si incontra con Peggy Ramsey, l'agente di Orton, la sorella di quest'ultimo ed il cognato, per pubblicare i suoi diari. Attraverso queste testimonianze, il film rivive in flashback le vicende dei due. Il diciottenne Joe conosce Kenneth nel 1951 all'Accademia d'Arte Drammatica, con il quale nasce un amore fino a decidere di convivere. Kenneth inizia a scrivere dei racconti che però vengono rifiutati dagli editori. La svolta avviene dieci anni dopo quando i due vengono imprigionati per aver scritto frasi sconce su alcuni libri di una biblioteca.
In prigione, Joe, lontano da Kenneth, scrive un radiodramma che invia alla BBC. È l'inizio di una folgorante carriera. Contemporaneamente la convivenza comincia ad entrare in crisi. Kenneth si sente frustrato nel suo ruolo secondario, di vera casalinga esclusa, rispetto ad un personaggio pubblico, dal comportamento sessista. A nulla vale un viaggio a Tangeri organizzato da Joe per una riconciliazione. Tornati in patria il loro rapporto è sempre più critico. Intuendo la separazione ormai prossima, Kenneth gli fracassa la testa mentre sta dormendo e poi si suicida. Le spoglie dei due saranno cremate e le ceneri mischiate insieme.

## Curiosità
L'abitazione di scena, dove si consuma il drammatico epilogo, è la stessa dove vissero i personaggi reali.